# Ballet Nacional de España

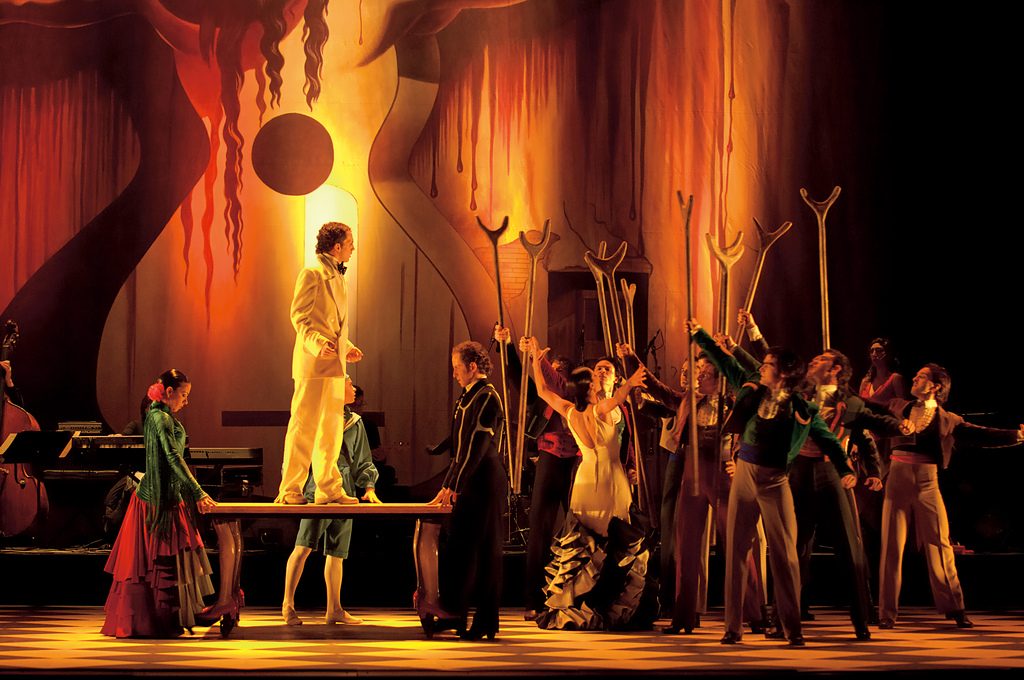
Le Ballet Nacional de España au Teatro de la Zarzuela à Madrid.

Le Ballet Nacional de España (Ballet national d’Espagne, en français) est une compagnie de danse espagnole fondée en 1978, à Madrid, par le ministère de la Culture.

## Historique
Le Ballet Nacional de España est fondé, en 1978, par le ministère de la Culture, sous la direction d'Antonio Gades, danseur de flamenco et chorégraphe espagnol. La compagnie s'est spécialisée dans le répertoire de danse classique et régionale espagnole ainsi que dans le flamenco. Elle a accueilli en son sein les chorégraphes Antonio Gades, Pilar López Júlvez, El Güito, Rafael Aguilar, Manuela Vargas, José Granero, Benita Jabato Muñoz (Victoria Eugenia) (de), Mariemma, José Antonio Ruiz de la Cruz, Javier Latorre, Antonio Canales, et Aída Gómez.

## Directeurs artistiques
- 1978-1980 : Antonio Gades ;
- 1980-1983 : Antonio Ruiz Soler ;
- 1983-1986 : María de Ávila ;
- 1986-1992 : José Antonio ;
- 1993-1997 : Aurora Pons, Nana Lorca et Victoria Eugenia ;
- 1998-2001 : Aída Gómez ;
- 2001-2004 : Elvira Andrés ;
- 2004-2011 : José Antonio Ruiz de la Cruz ;
- depuis le 1er septembre 2011 : Antonio Najarro.

## Principales chorégraphies
- Noces de sang ;
- Danza y Tronío ;
- Concerto d'Aranjuez ;
- Afanador (2024).